# Robert L. Mills

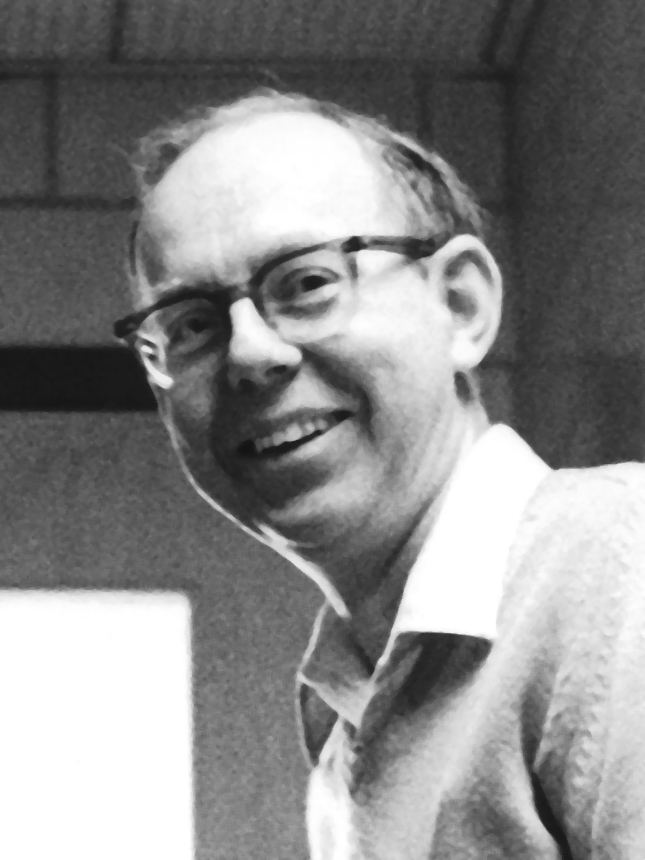
Robert L. Mills

Robert Laurence Mills (Englewood (New Jersey), 15 april 1927 – Charleston (Vermont), 27 oktober 1999) was een Amerikaans natuurkundige, die gespecialiseerd was in de kwantumveldentheorie, de theorie van legeringen en de  veeldeeltjestheorie.

## Biografie
Mills studeerde aan de Columbia-college van 1944 tot 1948. Hij bewees zijn wiskundige bekwaamheid door in 1948 de William Lowell Putnam Mathematical Competition te winnen en door eerste-klas eer te ontvangen in de Tripos. Zijn wiskundige bekwaamheden waren gedurende zijn gehele carrière als theoretisch natuurkundige zichtbaar. Zijn mastergraad verkreeg hij aan de universiteit van Cambridge en hij promoveerde in 1995 onder Norman Kroll aan de Columbia-universiteit. 
Daarnaast was hij als student van 1953 tot 1955 verbonden aan het Brookhaven National Laboratory (BNL) waar hij bezig was met het schrijven van zijn proefschrift. Toen hij in 1954 aan het Brookhaven National Laboratory een kantoor deelde met Chen Ning Yang kwamen beide geleerden met een tensorvergelijking voor wat nu Yang-Mills-velden genoemd worden – een formalisatie voor de isospin. Samen met Yang ontving Mills hiervoor in 1980 de Rumford-Prijs voor hun "development of a generalized gauge invariant field theory".
Na een jaar aan het Institute for Advanced Study in Princeton werd Mills in 1956 docent en vanaf 1962 hoogleraar natuurkunde aan de Ohio State University. Hij bleef tot aan zijn pensionering in 1995 verbonden aan deze universiteit. De laatste jaren was hij hoogleraar natuurkunde aan het St. Patrick's College.